# Han Changfu

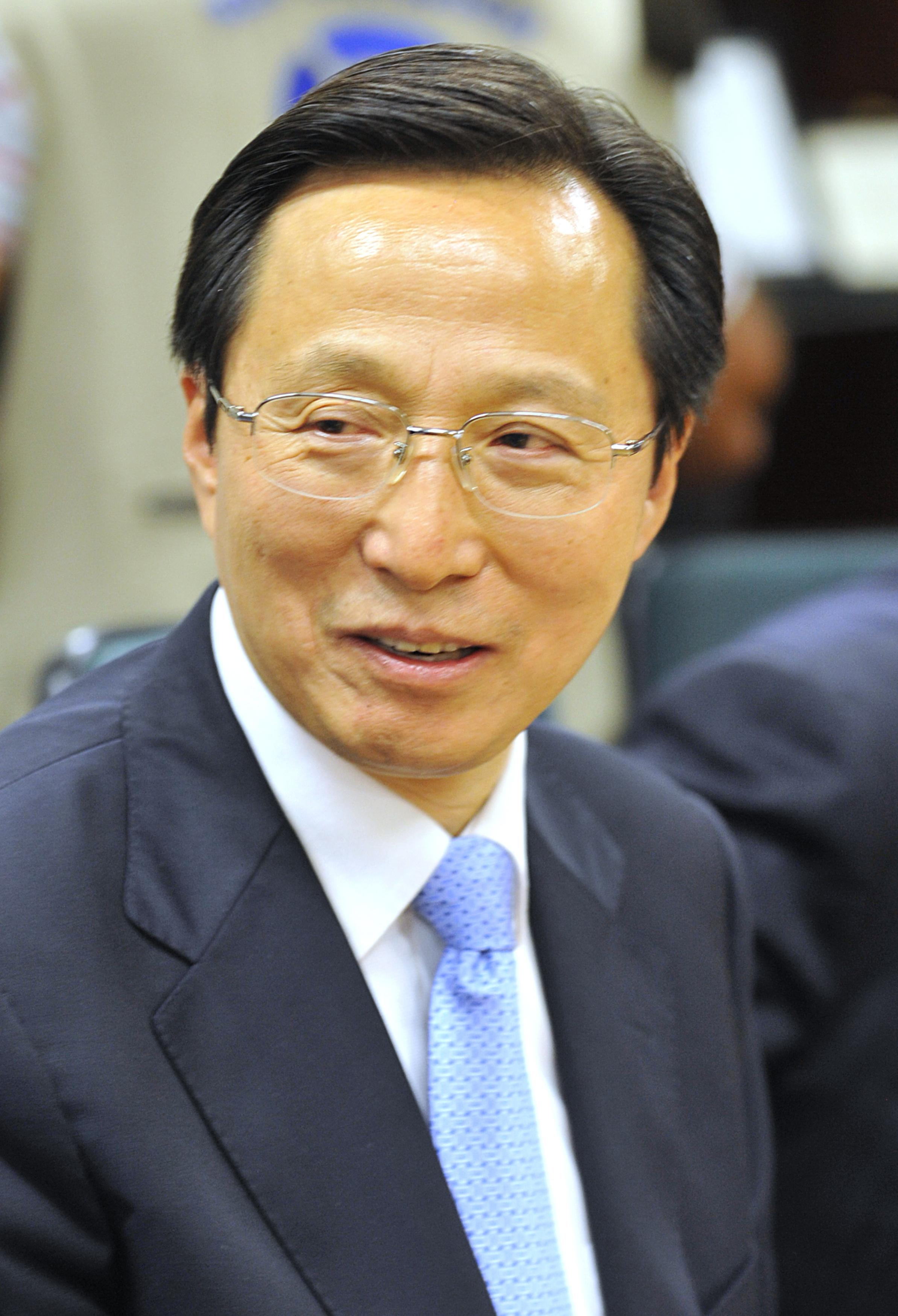
Han Changfu

Han Changfu (chinesisch 韩长赋 / 韓長賦; * Oktober 1954 in Bin, Provinz Heilongjiang) ist ein chinesischer Politiker, der unter anderem zwischen 2006 und 2009 Gouverneur von Jilin sowie von 2009 bis 2018 Landwirtschaftsminister beziehungsweise zuletzt von 2018 bis 2020 Minister für Landwirtschaft und Angelegenheiten des ländlichen Raums im Staatsrat der Volksrepublik China.

## Leben
Han absolvierte ein Studium der Agrarökonomie an der Renmin-Universität von China. Nach dem Abschluss seines Studiums war er mehrere Jahre für den Kommunistischen Jugendverband Chinas (KJVC) tätig und dort zunächst zwischen 1986 und 1990 erst Direktor der Abteilung Öffentlichkeitsarbeit und daraufhin von 1990 bis 2001 sowohl Direktor der Abteilung Bauernjugend als auch Mitglied des Ständigen Komitees des Zentralkomitees (ZK) des KJVC. Im Anschluss fungierte er zwischen 2001 und 2003 Geschäftsführender Vizeminister für Landwirtschaft sowie zeitgleich stellvertretender Sekretär der Parteiführungsgruppe des Landwirtschaftsministeriums. Auf dem 16. Parteitag der KPCh 2002 wurde er Mitglied der Zentrale Disziplinarkommission der KPCh und gehörte diesem Gremium bis 2007 an. Er hatte von 2003 bis 2006 die Position als stellvertretender Direktor des Forschungsamtes des Staatsrat der Volksrepublik China sowie in Personalunion als stellvertretender Sekretär der Parteiführungsgruppe dieses Amtes inne.
Im Dezember 2006 übernahm Han von Wang Min den Posten als Gouverneur von Jilin und bekleidete diesen bis 24. Januar 2007 zunächst kommissarisch sowie danach bis zu seiner Ablösung durch Wang Rulin am 2. Dezember 2009. Zugleich war er in Personalunion zwischen 2006 und 2009 auch stellvertretender Sekretär des Parteikomitees der Provinz Jilin. Auf dem 17. Parteitag der KPCh 2007 wurde er zudem Mitglied des Zentralkomitee der Kommunistischen Partei Chinas (ZK der KPCh) und gehörte diesem Führungsgremium der Partei nach seinen Wiederwahlen auf dem 18. Parteitag 2012 sowie auf dem 19. Parteitag 2017 bis zum 20. Nationaler Parteikongress der KPCh (16. Oktober bis 22. Oktober 2022) an.
Im Dezember 2009 löste Han Changfu schließlich Sun Zhengcai als Landwirtschaftsminister im Staatsrat der Volksrepublik China ab und war zuletzt nach der Umstrukturierung des Ministeriums zwischen 2018 und 2020 Minister für Landwirtschaft und Angelegenheiten des ländlichen Raums. Sein Nachfolger als Minister wurde im Dezember 2020 Tang Renjian. Er ist seit 2002 Mitglied des Zentralkomitees der Kommunistischen Partei Chinas.